# Ernst Neef

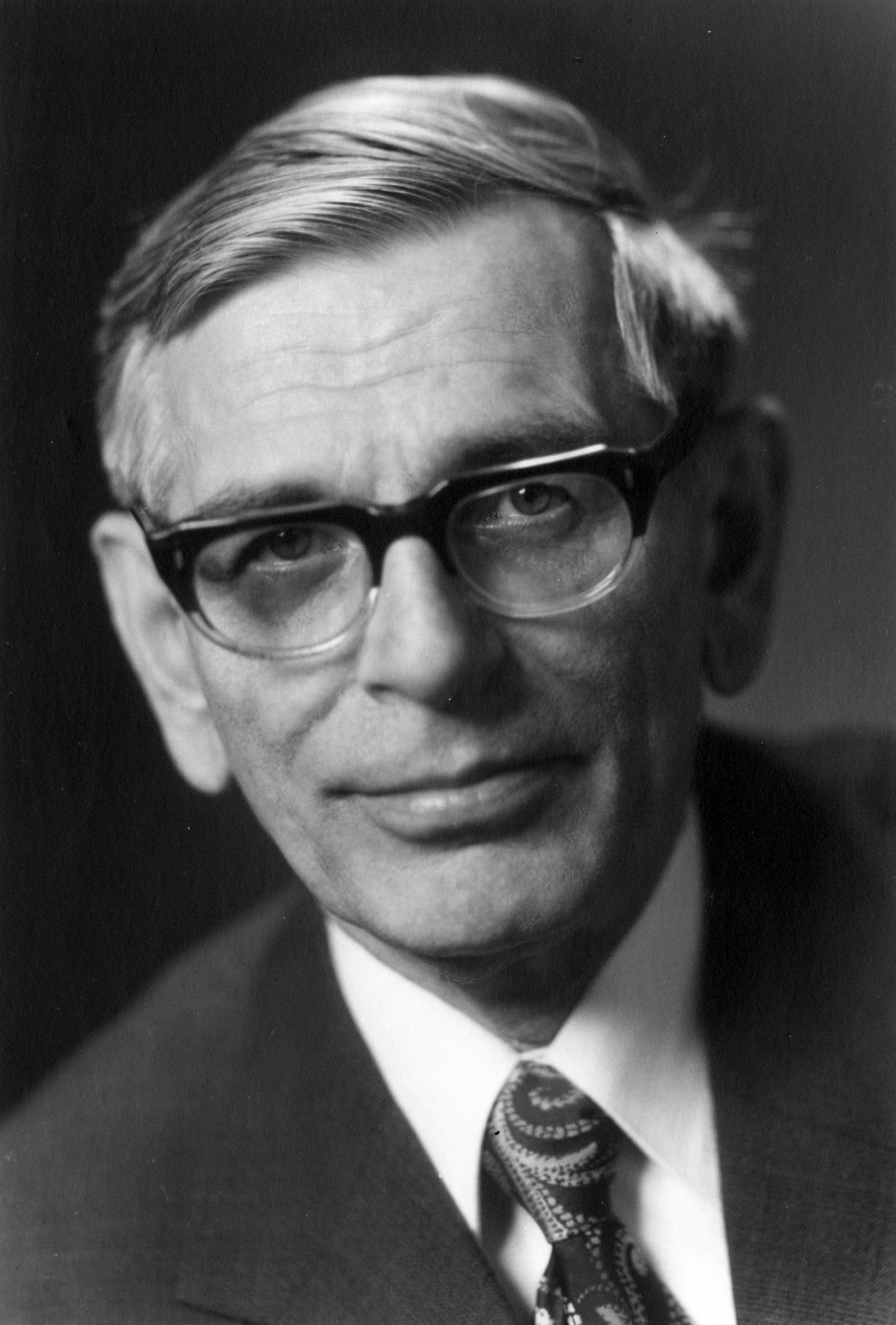
Ernst Neef, um 1970

Ernst Neef (* 16. April 1908 in Dresden; † 7. Juli 1984 ebenda) war ein deutscher Geograph. Er gilt – gemeinsam mit Carl Troll (1899–1975) und Josef Schmithüsen (1909–1984) – als einer der Begründer der Landschaftsökologie, die er theoretisch und methodologisch weiter entwickelt hat. Bekannt ist sein Entwurf einer genetischen Klimaklassifikation.

## Leben
Ernst Neef studierte Geographie und Geologie an den Universitäten in Innsbruck und Heidelberg. 1932 promovierte er mit der geomorphologischen Arbeit „Die Landformen des Bregenzer Waldes“ zum Dr. phil. Danach war er von 1932 bis 1936 am Geographischen Institut der Technischen Hochschule Dresden tätig. Zum 1. Mai 1933 trat er der NSDAP bei (Mitgliedsnummer 2.454.771) und schloss sich im selben Jahr der SA an. Nach seiner Habilitation mit der Schrift „Studien zur Landwirtschaftsgeographie von Sachsen“ wurde er 1936 an die Technische Hochschule Danzig berufen. Seine Lehrtätigkeit wurde durch die Kriegsjahre unterbrochen, in denen er unter anderem als Meteorologe tätig war. Nach 1945 arbeitete Ernst Neef in der Dresdner Stadtplanung, bis er 1949 einen Ruf an die Universität Leipzig erhielt, wo er das Geographische Institut wieder aufbaute, das er bis 1959 leitete. Nachdem Otto Schlüter dort 1951 emeritiert worden war, war Neef zugleich kommissarischer Leiter des Geografischen Instituts an der Universität Halle.
Von 1959 bis zu seiner Emeritierung war er an der TH, später TU Dresden tätig, zunächst als Direktor des Instituts für Geographie, nach der dritten Hochschulreform in der DDR als Professor für Geographie an der Sektion Geodäsie und Kartographie. In den Leipziger und Dresdner Jahren entstanden seine hauptsächlichen Arbeiten zur geographischen Landschaftsforschung. Während der Tätigkeit in Dresden setzte er sich außerdem aktiv für das interdisziplinäre Zusammenwirken von Umweltwissenschaften und technischen Wissenschaften ein. Einer seiner Promotionsstudenten war Karl Mannsfeld.
Als Mitglied des wissenschaftlichen Beirats für Heimatforschung des Geographischen Instituts der Akademie der Wissenschaften der DDR war er hinsichtlich der Themengebietes Geographie an der Herausgabe der Reihe Werte unserer Heimat beteiligt. Im Jahr 1959 wurde er in die Deutsche Akademie der Naturforscher Leopoldina aufgenommen.
Auch nach seiner Emeritierung hatte er in der von ihm gegründeten Arbeitsgruppe „Landschaftshaushalt und Gebietscharakter“ der Sächsischen Akademie der Wissenschaften eine fachliche Basis für die Arbeiten im letzten Lebensjahrzehnt, die unter anderem der Kulturlandschaftsforschung gewidmet waren. Neef verstarb am 7. Juli 1984 im Alter von 76 Jahren in seiner Geburtsstadt Dresden und wurde auf dem Friedhof Dierhagen beigesetzt. Sein wissenschaftlicher Nachlass befindet sich im Archiv für Geographie des Leibniz-Instituts für Länderkunde in Leipzig.

## Veröffentlichungen (Auswahl)
- mit Moritz Durach und Richard Vogel: Der Lebensraum der Obersachsen: ein volksdeutscher Heimatatlas, Harms einheitliches Unterrichtswerk, List & v. Bressensdorf, Leipzig 1937
- Deutsche Kulturleistungen im Ostseeraum. Schriften der Adolf Hitler-Schule, Schulungsburg Deutscher Osten, Gauleitung Danzig-Westpreußen, 1938, S. 1–36.
- Landesplanung und geographische Forschung. In: Berichte zur deutschen Landeskunde, Jg. 7 (1949/50), Heft 2, S. 310–332.
- Zur Genese des Formenbildes der Rumpfgebirge. In: Petermanns Geographische Mitteilungen, Jg. 99 (1955), S. 183–192.
- als Herausgeber und Mitautor: Das Gesicht der Erde. Brockhaus-Taschenbuch der Physischen Geographie. Mit einem ABC. 1. Auflage 1956; mehrere Auflagen.
- mit G. Schmidt und M. Lauckner: Landschaftsökologische Untersuchungen an verschiedenen Physiotopen in Nordwestsachsen. In: Abhandlungen der Sächsischen Akademie der Wissenschaften, Mathematisch-Naturwissenschaftliche Klasse, Jg. 47 (1961), Heft 1, S. 1–112.
- Elementaranalyse und Komplexanalyse in der Geographie. In: Leopoldina, Reihe 3, Jg. 8/9 (1962/1963), S. 177–189.
- Topologische und chorologische Arbeitsweisen in der Landschaftsforschung. In: Petermanns Geographische Mitteilungen, Jg. 107 (1963), S. 249–259.
- Zur Frage des gebietswirtschaftlichen Potentials. In: Forschungen und Fortschritte, Jg. 40 (1966), Heft 3, S. 65–70.
- Die theoretischen Grundlagen der Landschaftslehre. Gotha/Leipzig 1967.
- Der Stoffwechsel zwischen Gesellschaft und Natur als geographisches Problem. In: Geographische Rundschau, Jg. 21 (1969), S. 435–459.
- Geographie und Umweltwissenschaft. In: Petermanns Geographische Mitteilungen, Jg. 116 (1972), S. 81–88.
- Nebenwirkungen gesellschaftlicher Aktivitäten im Naturraum. In: Petermanns Geographische Mitteilungen, Jg. 120 (1976), S. 141–144.
- als Herausgeber: Sozialistische Landeskultur – Umweltgestaltung – Umweltschutz. Brockhaus Handbuch, mit einem ABC. Leipzig 1977.
- Der Verlust der Anschaulichkeit in der Geographie und das Problem der Kulturlandschaft (= Sitzungsberichte der Sächsischen Akademie der Wissenschaften, Mathematisch-Naturwissenschaftliche Klasse, Band 115, Heft 6). Akademie-Verlag, Berlin 1981.
- als Herausgeber mit H. Barthel: Ausgewählte Schriften. Ergänzungsheft 283 zu Petermanns Geographische Mitteilungen, Gotha 1983.
- Über den Begriff „Komplementarität“ in der Geographie. In: Petermanns Geographische Mitteilungen, Jg. 129 (1985), S. 141–142.